# فؤاد الفلاح
د.فؤاد عبد الصمد أحمد الفلاح ، (1942 - 2022) دكتور أكاديمي في جامعة الكويت والرئيس الرابع للهيئة العامة للرياضة الكويتية منذ إنشائها.

## عن حياته
بدأ د.فؤاد الفلاح مشواره الاداري عام 1978 كعضو بمجلس إدارة نادي القادسية الرياضي إبان تولي فهد الأحمد الجابر الصباح لرئاسة مجلس إدارة النادي ثم إنضم في عام 1979 لعضوية اللجنة الأولمبية الكويتية ، ولديه خبرات وتجارب ميدانية واسعة فقد عمل عضوا في اللجنة القانونية في اتحاد الالعاب الاسيوية خلال الفترة من عام 1980 ولمدة عامين وهي اللجنة التي قامت بوضع القانون الاساسي للمجلس الاولمبي الاسيوي ، كما حظي بعضوية لجنة القوانين بالاتحاد الاولمبي الاسيوي منذ عام 1983 ، وسبق له العمل في هيئة التحكيم العليا فى اللجنة الاولمبية الدولية لمدة عامين ، وترأس منذ عام 1982 لجنة التخطيط في اللجنة الاولمبية الكويتية.

## المجال الأكاديمي
عمل لسنوات طويله إستاذا مساعدا في جامعة الكويت وله العديد من البحوث والتقارير العلمية وحصل على شهادة الدكتوراه في العلوم السياسية من الجامعة الأميركية بولاية واشنطن دي سي عام 1975، فيما بدأ تعليمه الجامعي في الجامعة الأميركية في بيروت عام 1968 وحصل على درجة الماجستير في ولاية واشنطن دي سي الأميركية.